# هوجالار
هوجالار (خواجه‌لار) (به ترکی استانبولی: Hocalar) یک منطقهٔ مسکونی در ترکیه است که در استان افیون قره‌حصار واقع شده‌است.